# ジェリー・ヘイ
ジェリー・ヘイ（Jerry Hey、1950年 - ）は、アメリカのトランペット奏者、フリューゲルホルン奏者でホーン・アレンジャー、セッション・ミュージシャン。ジャズ・フュージョン界ほか、ポップ、R&B界など幅広い分野にて活躍している。グラミー賞をアレンジ部門等で5回受賞歴を持っている。
彼の音は俗に「ジェリー・ヘイ・ホーン・セッション」とも呼ばれ、非常に高い技術力と音楽性を持つ。聞き慣れた様なアレンジに聞こえるかもしれないが、彼が現代のホーン・アンサンブルの源流の一つを作っている。
キム・ハッチクロフト、ラリー・ウィリアムズ、ビル・ライヒェンバッハとともにハワイ出身の伝説的なフュージョン・バンド、シーウィンドにて表舞台に出て以来、業界随一とも言われるほどのホーン・セッション数をこなしており、シーウィンドが活動していた頃は「ザ・シーウィンド・ホーンズ」の名でセッションをこなしていた。現在はおもにラリー・ウィリアムズ (サクソフォーン)、ゲイリー・グラント (トランペット)、ダン・ヒギンズ (サクソフォーン)とジェリー・ヘイの4人が俗に「ジェリー・ヘイ部隊」などと呼ばれ、数多くのレコーディングに参加している。現在は演奏者としてはリタイアしたが、アレンジャー兼コンダクターとしては引き続き活動を続けている。
クインシー・ジョーンズが手がける諸作にも数多く関わっており、マイケル・ジャクソンのモンスター・アルバム『スリラー』及び『バッド』でもホーンアレンジを担当している。この他にも数多くのアーティストの作品に演奏やホーンアレンジで参加しており、日本人アーティストの作品においても、松任谷由実をはじめ、小田和正、浜田省吾、KAN、TUBE、堂島孝平、角松敏生、小比類巻かほる、河合奈保子、中山美穂、T-SQUARE、hide、TM NETWORKなど、数多くの作品に参加している。

## グラミー賞
- 1981 - Best Instrumental Arrangement
  - Jerry Hey & Quincy Jones (arrangers) for "Dinorah, Dinorah" performed by George Benson
- 1982 - Best Instrumental Arrangement Accompanying Vocal(s)
  - Jerry Hey & Quincy Jones (arrangers) for "Ai No Corrida" performed by Quincy Jones
- 1983 - Best Instrumental Arrangement Accompanying Vocal(s)
  - Jerry Hey & David Paich, Jeff Porcaro (arrangers) for "Rosanna" performed by Toto
- 1984 -  Best Album of Original Score Written for a Motion Picture or A Television Special 
  - Michael Boddicker, Irene Cara, Kim Carnes, Douglas Cotler, Keith Forsey, Richard Gilbert, Jerry Hey, Duane Hitchings, Craig Krampf, Ronald Magness, Dennis Matkosky, Giorgio Moroder, Phil Ramone,  Michael Sembello, Shandi Sinnamon (composers) for Flashdance performed by various artists
- 1991 - Best Arrangement on an Instrumental
  - Jerry Hey, Quincy Jones, Ian Prince & Rod Temperton (arrangers) for "Birdland" performed by Quincy Jones